# Tethina amphitrite
Tethina amphitrite är en tvåvingeart som beskrevs av Lorenzo Munari och Baez 2000. Tethina amphitrite ingår i släktet Tethina och familjen Canacidae. Inga underarter finns listade i Catalogue of Life.